# Bathythrix
Bathythrix ist eine Schlupfwespengattung in der Unterfamilie Phygadeuontinae. Sie wurde 1869 von Arnold Foerster eingeführt.

## Taxonomie
Folgende Gattungen wurden mit Bathythrix sensu Townes, 1970 synonymisiert:
- Agenora Cameron, 1909
- Gausocentrus Foerster, 1868
- Ischnurgops Foerster, 1868
- Leptocryptus Thomson, 1873
- Panargyrops Foerster, 1868
- Steganops Foerster, 1868
- Stenoschema Foerster, 1868

## Merkmale
Förster (1868) beschrieb die Gattung anhand folgender Merkmale: Das Areolet (kleine gewöhnlich geschlossene Flügelzelle im Vorderflügel) ist regelmäßig ausgebildet, aber an der Spitze offen. Die hintere mittlere Schulterzelle ist an der Spitze nicht offen. Die Tracheen des Metathorax sind rund und nicht oval. Die Humeralquerader im Hinterflügel ist gebrochen.
Die Leiste des Hinterhaupts in der Mitte nicht unterbrochen. Die Facettenaugen sind nicht behaart.
Die Ocelli berühren nicht die Facettenaugen. Der Clypeus ist langhaarig sowie fast büschelförmig behaart.

## Verbreitung
Die Gattung ist in der Holarktis, in der Neotropis (Mittelamerika) sowie in der Afrotropis verbreitet. In Deutschland kommen mindestens 11 Arten vor, darunter B. argentata, B. claviger, B. collaris, B. decipiens, B. formosa, B. fragilis, B. lamina, B. linearis, B. maculata, B. pellucidator und B. thomsoni.

## Lebensweise
Die Vertreter der Gattung Bathythrix sind Primär- oder Hyperparasiten. Es werden die Kokons von Brackwespen, von anderen Schlupfwespen sowie von Pflanzenwespen der Gattungen Strongylogaster und Diprion parasitiert. Weiterhin werden Schwebfliegenpuppen sowie Eikokons von Webspinnen und einigen Käferarten parasitiert.

## Arten
Die Gattung umfasst knapp 60 Arten. Im Folgenden eine Liste der Arten:
- Bathythrix aerea (Gravenhorst, 1829)
- Bathythrix alter (Kerrich, 1942)
- Bathythrix anaulax Townes, 1983
- Bathythrix areolaris (Cushman, 1939)
- Bathythrix argentata (Gravenhorst, 1829)
- Bathythrix carinata (Seyrig, 1952)
- Bathythrix cilifacialis Sheng, 1998
- Bathythrix claviger (Taschenberg, 1865)
- Bathythrix collaris (Thomson, 1896)
- Bathythrix crassa Townes, 1983
- Bathythrix decipiens (Gravenhorst, 1829)
- Bathythrix eurypyga Townes, 1983
- Bathythrix formosa (Desvignes, 1860)
- Bathythrix fragilis (Gravenhorst, 1829)
- Bathythrix gyrinophagus (Cushman, 1930)
- Bathythrix hirticeps (Cameron, 1909)
- Bathythrix illustris Sawoniewicz, 1980
- Bathythrix ithacae Townes, 1983
- Bathythrix kuwanae Viereck, 1912
- Bathythrix lamina (Thomson, 1884)
- Bathythrix latifrons (Cushman, 1939)
- Bathythrix linearis (Gravenhorst, 1829)
- Bathythrix longiceps Townes, 1983
- Bathythrix maculata (Hellen, 1957)
- Bathythrix margaretae Sawoniewicz, 1980
- Bathythrix medialis Townes, 1983
- Bathythrix meteori Howard, 1897
- Bathythrix montana (Schmiedeknecht, 1905)
- Bathythrix narangae (Uchida, 1930)
- Bathythrix nigripalpis Townes, 1983
- Bathythrix pacifica (Cushman, 1920)
- Bathythrix pellucidator (Gravenhorst, 1829)
- Bathythrix peregrina (Cresson, 1868)
- Bathythrix pilosa (Uchida, 1932)
- Bathythrix pimplae Howard, 1897
- Bathythrix pleuralis Sawoniewicz, 1980
- Bathythrix praestans (Seyrig, 1952)
- Bathythrix prominens (Strobl, 1901)
- Bathythrix prothorax Momoi, 1970
- Bathythrix quadrata (Seyrig, 1952)
- Bathythrix rugulosa (Thomson, 1884)
- Bathythrix sericea (Provancher, 1875)
- Bathythrix sericeifrons (Provancher, 1879)
- Bathythrix sparsa Townes, 1983
- Bathythrix spatulator Aubert, 1964
- Bathythrix speculator (Seyrig, 1935)
- Bathythrix spheginus (Gravenhorst, 1829)
- Bathythrix strigosa (Thomson, 1884)
- Bathythrix subargentea (Cresson, 1864)
- Bathythrix tenuis (Gravenhorst, 1829)
- Bathythrix texana (Ashmead, 1890)
- Bathythrix thomsoni (Kerrich, 1942)
- Bathythrix triangularemaculata (Motschoulsky, 1863)
- Bathythrix triangularis (Cresson, 1868)
- Bathythrix triangulifera (Seyrig, 1952)
- Bathythrix vierecki Townes, 1983
- Bathythrix zonata Townes, 1983

## Bilder

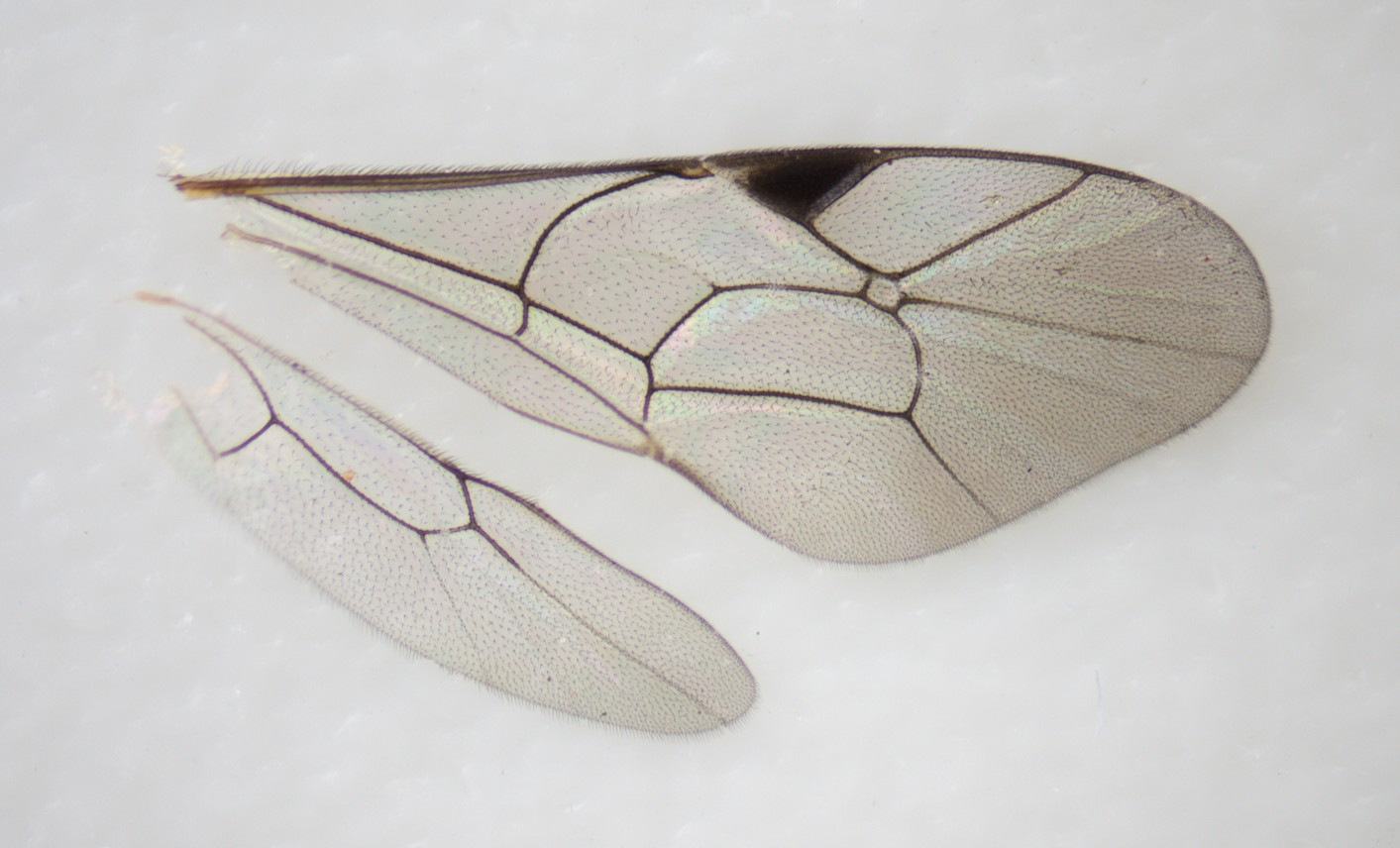
Flügel von Bathythrix lamina
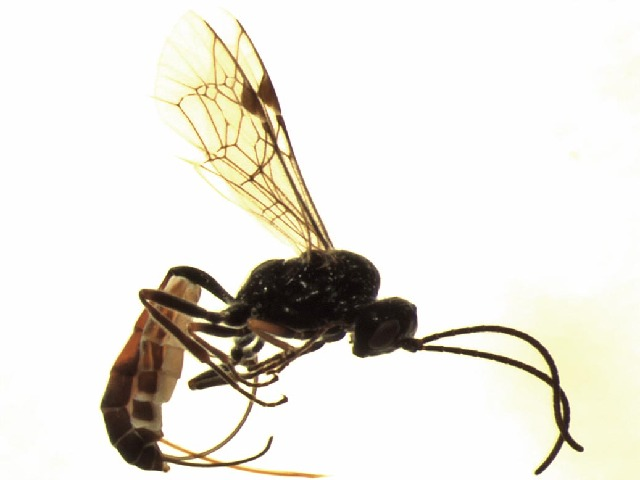
Bathythrix longiceps ♀
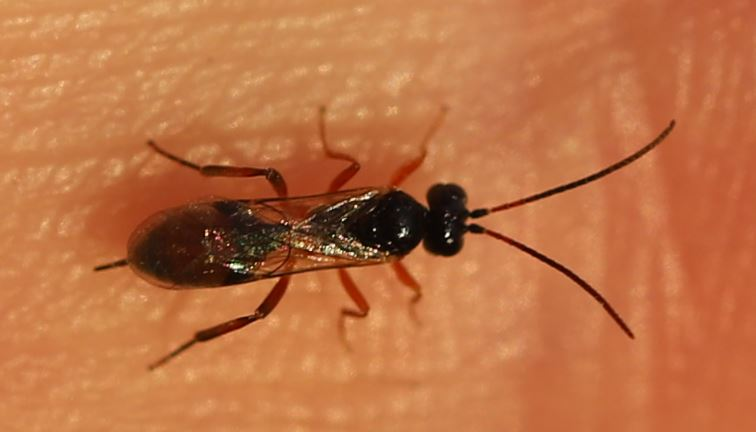
Bathythrix pellucidator ♀